# Larinia emertoni
Larinia emertoni är en spindelart som beskrevs av Gajbe 2004. Larinia emertoni ingår i släktet Larinia och familjen hjulspindlar. Inga underarter finns listade i Catalogue of Life.